# Caudebec-lès-Elbeuf
Caudebec-lès-Elbeuf är en kommun i departementet Seine-Maritime i regionen Normandie i norra Frankrike. Kommunen ligger i kantonen Caudebec-lès-Elbeuf som tillhör arrondissementet Rouen. År 2022 hade Caudebec-lès-Elbeuf 10 414 invånare.

## Befolkningsutveckling
Antalet invånare i kommunen Caudebec-lès-Elbeuf
| Referens: INSEE |